# Hrabstwo Flandrii

Herb Flandrii

Hrabstwo Flandrii (franc. Comté de Flandre) – jednostka administracyjna w Królestwie Francji, następnie w dominium Cesarstwa, podlegająca hrabiemu Flandrii. Jeden z najzamożniejszych regionów średniowiecznej i nowożytnej Europy.

## Czasy średniowieczne
W średniowiecznej Francji, Flandria była jedynym obszarem poza Normandią, w którym rozdrobnienie władzy feudalnej było bardzo ograniczone, a książę terytorialny (w tym wypadku hrabia) posiadał silną pozycję względem swoich wasali. Jednak w odróżnieniu od Normandii, Flandria nie była trwałą jednostką geograficzną i na przestrzeni wieków obejmowała swoim obszarem różne ziemie.

### Początki i rozwój hrabstwa w wiekach IX–XI

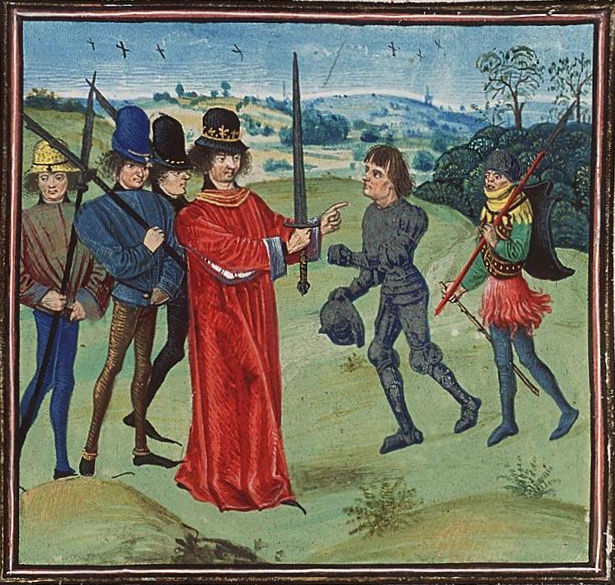
Nadanie Flandrii pierwszemu hrabiemu, Baldwinowi I, przez Karola Łysego

Pierwszym władcą Flandrii był Baldwin I Żelazne Ramię. Wysłany w 863 roku przez króla Karola Łysego na dwór w celu sprawdzenia prawdziwości pogłosek o rzekomym „nie najlepszym prowadzeniu się” królewskiej córki Judyty, postąpił wbrew rozkazom monarchy i korzystając z jego nieobecności, porwał królewnę. 13 grudnia poślubił ją, co wywołało gniew Karola. Król zażądał od biskupów obłożenia pary młodej ekskomuniką. Aby przeciwdziałać, Baldwin wyruszył do Rzymu, gdzie uzyskał dla swojej sprawy poparcie papieża Mikołaja I. Z jego błogosławieństwem, udało mu się udobruchać króla, który przyznał mu tytuł hrabiego i nadał Flandrię jako lenno.
Za czasów jego następcy, Baldwina II, hrabstwo przeżyło wyniszczające najazdy wikingów, które spustoszyły większość flandryjskich ziem. Baldwin przez wiele lat zajmował się naprawianiem tych zniszczeń, a także wznoszeniem nowych zamków i przejmowaniem przygranicznych terenów, dzięki czemu powiększył swoje terytoria. Wykorzystał też konflikt pomiędzy Karolem Prostakiem a Odonem do zajęcia ziem Ternois i Boulonnias. Podobną strategię wykorzystywał Arnulf Wielki, który przyłączył w ten sposób obszary Artois, Ostravent, Amiens i Ponthieu. Prócz tego, Arnulf wplątał się w długą wojnę z księciem Normandii Wilhelmem Długim Mieczem. Konflikt zakończył się w 943 roku, kiedy Wilhelm przybył negocjować z hrabią, lecz podczas spotkania został zamordowany przez ludzi Arnulfa. W połowie X wieku ustały najazdy wikingów na Flandrię, co pozwoliło Arnulfowi skupić się na sprawach wewnętrznych hrabstwa i usprawnieniu systemu zarządzania.
W czasach niepełnoletności Arnulfa II, Flandria utraciła ziemie na południu; Boulogne otrzymał jeden z jego kuzynów, a część Pikardii weszła do domeny królewskiej Lotara I. W następnych latach, król Lotar zdobył także Ponthieu, które przekazał Hugonowi Kapetowi, a hrabia Guines uzyskał niezależność. Niemniej jednak, przez większą część X wieku, Flandria była ważnym obszarem Francji, a pod koniec jej władcy rozpoczęli ekspansję na południe, do Hainaut, oraz na ziemie niemieckie. Baldwin IV Brodaty otrzymał od cesarza Henryka II w lenno Zelandię, a w 1013 wszedł w posiadanie Valenciennes i części obszarów Cambresis. Jego następca, Baldwin V ożenił się z Adelą, córką króla Francji Roberta Pobożnego, co pozwoliło mu w latach 1060–1067 sprawować regencję nad młodym następcą tronu francuskiego, bratankiem Adeli, Filipem I. Kolejny władca Flandrii, Baldwin VI, zyskał prawa do hrabstw Hainaut i Mons. Gdy zmarł w 1070 roku, jego brat Robert Fryzyjski usiłował odebrać jego ziemie prawowitemu dziedzicowi Arnulfowi III i jego matce, hrabinie Rychildzie. Obie strony konfliktu poprosiły o pomoc króla Filipa I; uzyskała ją Rychilda wraz z synem. Wojska Arnulfa stawiły czoła Robertowi w bitwie pod Cassel w 1071 roku. Batalia zakończyła się klęską hrabiego i jego śmiercią. Zwycięski Robert został nowym hrabią Flandrii, lecz nie zdołał przywłaszczyć sobie Hainaut, które Rychilda przekazała trzeciemu ze swych synów, Baldwinowi II.

### Szczyt potęgi w XI i XII wieku

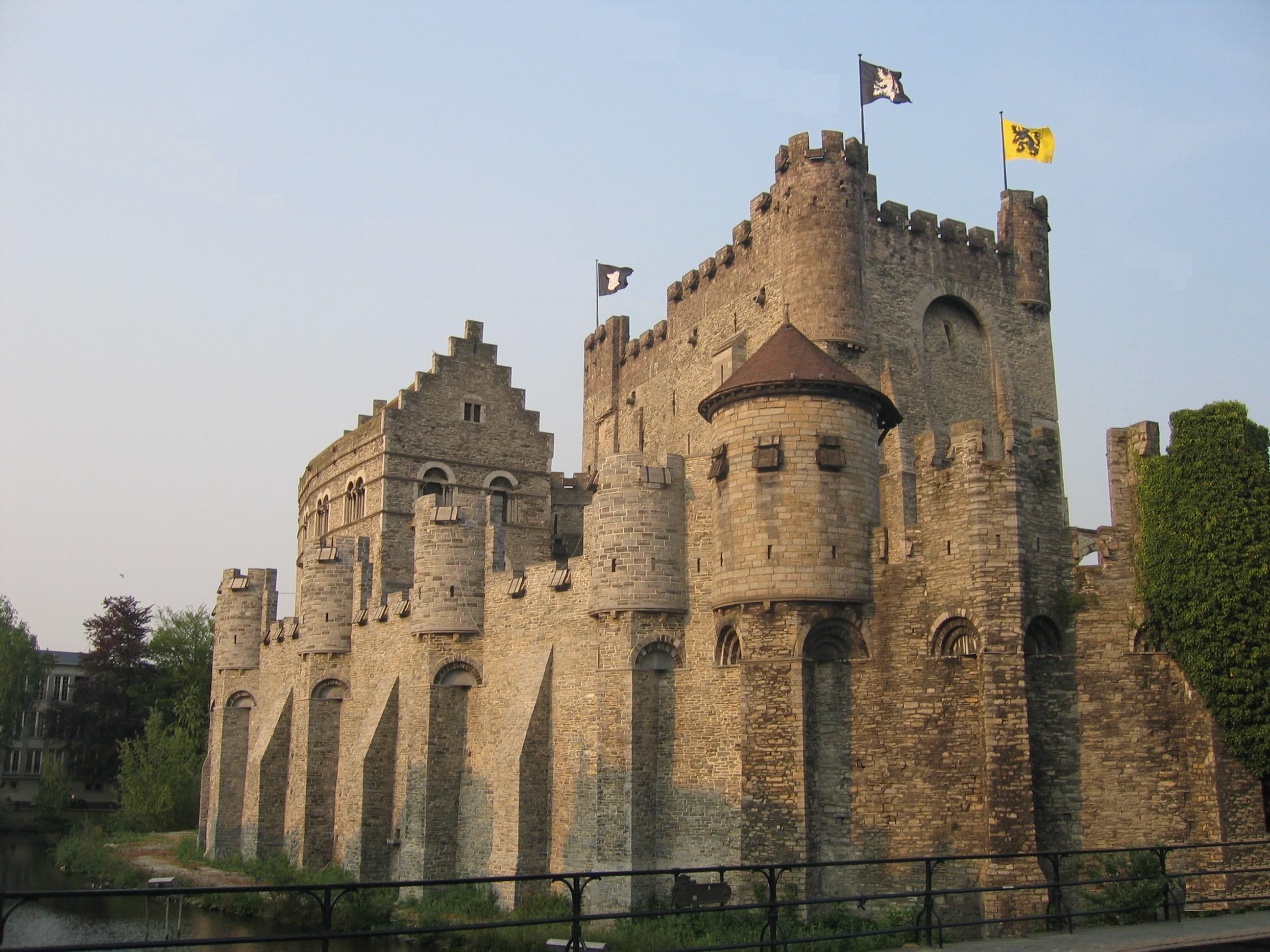
Zamek w Gandawie wybudowany przez Filipa Alzackiego, będący siedzibą władców Flandrii

Od czasu wydarzeń z 1071, hrabiowie Flandrii pozostawali w bardzo dobrych stosunkach z królem Francji. Dwaj synowie i następcy Roberta Fryzyjskiego, Robert II (który notabene wsławił się swoim udziałem w I wyprawie krzyżowej) i Baldwin VII byli jego sprzymierzeńcami i obaj zginęli walcząc za króla. W XII wieku Flandria zaczęła przeżywać rozkwit gospodarczy. Najprężniej rozwijały się miasta na północy hrabstwa, takie jak Gandawa, Arras, czy Ypres. Zawdzięczały to przede wszystkim ogromnym zyskom z handlu tekstyliami, wspieranego przez hrabiów.
Przed swoją śmiercią w 1119 roku, Baldwin VII wyznaczył swoim następcą Karola Dobrego, swego ciotecznego brata, który przebywając przez wiele lat na dworze flandryjskim, zaprzyjaźnił się z hrabią i często służył mu radą. Wyborowi temu sprzeciwiła się Klemencja Burgundzka, matka Baldwina i wdowa po jego ojcu, ale jej opór okazał się bezskuteczny, a Karol umocnił swoją władzę we Flandrii. Nowy hrabia okazał się zdolnym władcą. Rządził w sposób pokojowy i zasłynął ze swej szczodrości względem ubogich. W latach 1126–1127, krainę nawiedziła klęską głodu, podczas której Karol skutecznie zorganizował dostawy żywności dla głodującej ludności, osobiście przy tym nadzorując dystrybucję chleba. Jednakże hrabia naraził się grupie flandryjskich możnych, którzy ukrywali zboże i sprzedawali je po mocno zawyżonych cenach, przeciwdziałając ich procederowi. Ściągnął na siebie ich zemstę i został zamordowany podczas mszy w 1127 roku (po śmierci go beatyfikowano).
Król Francji Ludwik VI wybrał na jego następcę Wilhelma Clitona, pretendenta do tronu Anglii i Normandii, a jednocześnie wnuka Matyldy z Flandrii, którego sprawę popierał ongiś Baldwin VII. Wilhelm był słabym politykiem i rządził bardzo nieumiejętnie, co wywołało w hrabstwie falę niezadowolenia. Wykorzystał to jego przeciwnik, król Anglii Henryk I, któremu na rękę było pozbyć się konkurenta do angielskiego tronu. Henryk podsycał panujące we Flandrii nastroje wrogie Wilhelmowi, co pośrednio doprowadziło w 1128 roku do buntu Thierry’ego Alzackiego, którego poparła część miast flandryjskich, takich jak Gandawa, Brugia, Lille, czy Saint-Omer. Wilhelm usiłował walczyć z buntownikami, jednak w jego rękach pozostała tylko południowa Flandria. Mając duże doświadczenie wojskowe, hrabia ruszył na Brugię z zamiarem wydania Thierry’emu bitwy. Doszło do niej 21 czerwca pod Axspoele, na południe od miasta. Thierry’ego wspierały oddziały normandzkie i francuskie, lecz mimo to poniósł druzgocącą klęskę. Wilhelm przejął inicjatywę. Uzyskawszy wsparcie od Księstwa Brabancji, 12 lipca obległ i zdobył miasto Aalst, po czym zaczął przygotowywać się do oblężenia Gandawy, do czego ostatecznie nie doszło, gdyż hrabia odniósł ciężkie obrażenia podczas jednej z walk. Do jego rany wdarło się zakażenie, skutkiem czego Wilhelm zmarł 28 lipca. Okazję do przejęcia władzy wykorzystał Thierry Alzacki, który został wkrótce ogłoszony hrabią Flandrii.
W czasie swoich rządów, Thierry aż cztery razy zbrojnie wyruszał do Ziemi Świętej, by walczyć z Saracenami. Poślubił córkę króla Jerozolimy Fulka, Sybillę Andegaweńską, co zwiększyło jego prestiż w Outremerze. W czasie walk o Damaszek podczas II wyprawy krzyżowej, zyskał poparcie królów Francji i Niemiec, jak również swojego szwagra, króla Baldwina III, dla swojej kandydatury na przyszłego władcę Damaszku. W czasie, gdy Thierry przebywał w Outremerze, rządy we Flandrii sprawował jego syn Filip. Udało mu się w znacznym stopniu zwalczyć plagę piractwa, odnosił także sukcesy podczas wojny z hrabią Holandii, pozyskując Zelandię, a także Waes i Quatre-Métiers. W 1159 roku Filip poślubił Elżbietę, córkę Raoula I z Vermandois, która po śmierci swych braci odziedziczyła ziemie Hrabstwa Vermandois i Valois. Tak strategiczne małżeństwo uczyniło z Filipa (będącego hrabią Flandrii od 1168) najpotężniejszego władcę w całej północnej Francji. Za jego rządów, Flandria osiągnęła szczyt swojej potęgi. Przedstawiciele dynastii Adalbertów – Thierry i Filip Alzaccy – zdołali uzyskać kontrolę nad społecznościami miejskimi, często siłą narzucając im ład i porządek, ale też wspierając ich rozwój ekonomiczne poprzez nadawanie im przywilejów. Przeprowadzili oni na północy hrabstwa swego rodzaju „czystkę”; umocnili władzę feudalną i udoskonalili system administracji, co pozwoliło im w pełni podporządkować sobie lokalnych kasztelanów. W XII wieku znacznie wzrosło bogactwo hrabiów Flandrii dzięki wprowadzeniu skutecznej machiny finansowej.

### XIII–XV wiek – kryzys gospodarczy i walki o niepodległość

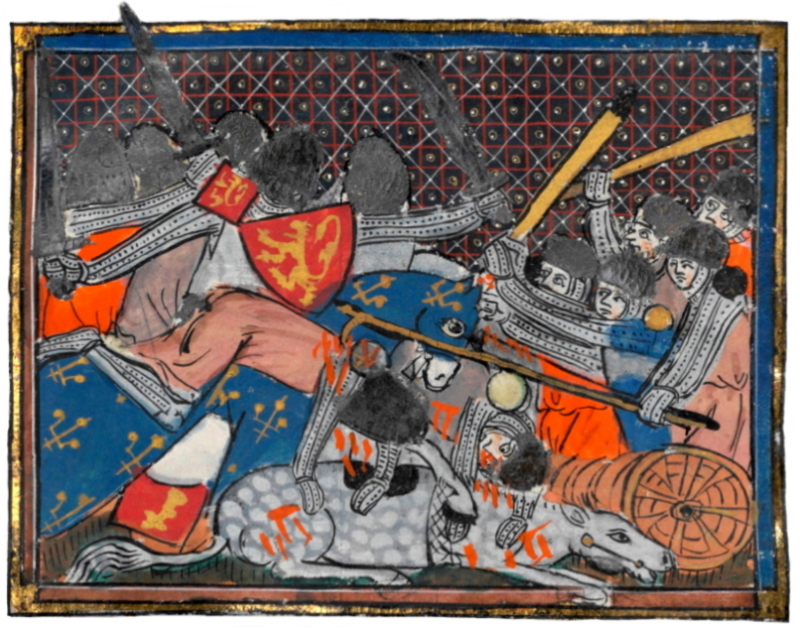
Bitwa pod Courtrai 11 lipca 1302 roku zakończyła się zwycięstwem flamandzkich powstańców i masakrą francuskiego rycerstwa

Po śmierci Filipa Alzackiego, władza przeszła w ręce jego szwagra, Baldwina VIII, hrabiego Hainaut. Odtąd kolejni władcy Flandrii sprawowali też rządy w Hainaut. Następca Baldwina VIII, Baldwin IX (lepiej znany jako cesarz Baldwin I) wziął udział w IV wyprawie krzyżowej i w 1204 roku stał się sławny w całej Europie jako pierwszy władca Cesarstwa Łacińskiego i jeden ze zdobywców Konstantynopola. Nie przyniosło to korzyści jego hrabstwu, które dostało się w ręce jego dwóch córek – wpierw Joanny, a później Małgorzaty, co spowodowało pewne osłabienie Flandrii przez wojny między obiema siostrami.
W 1251 roku współwładcą Flandrii (obok matki) został syn Małgorzaty, Gwidon z Dampierre. Wzajemne zaufanie pomiędzy władcami a kupcami flandryjskimi wypracowane za czasów dynastii Adalbertów upadło ostatecznie podczas wojny handlowej z Anglią, która przyczyniła się do kryzysu gospodarczego i ekonomicznego w hrabstwie. W 1278 roku Małgorzata abdykowała, ale nie przyniosło to żadnej poprawy. Ludność Flandrii była niezadowolona z powodu panującego ucisku podatkowego, co wykorzystał król Francji Filip IV do umocnienia swojego zwierzchnictwa nad hrabstwem. Francuzi pojmali w 1300 roku Gwidona i jego syna Roberta, po czym przejęli władzę. Ich rządy okazały się być dla mieszkańców Flandrii jeszcze gorsze niż rządy Gwidona, co stało się przyczyną powstania mieszczan brugijskich, którzy 18 maja 1302 roku wymordowali francuski garnizon. Za ich śladem podążyły też inne miasta. Przeciwko buntownikom wyruszył Robert d’Artois wraz z rzeszą doborowego rycerstwa francuskiego. Do decydującego starcia doszło 11 lipca pod Courtrai, gdzie kilkadziesiąt tysięcy mieszczan i chłopów flamandzkich pokonało nieprzyjaciela. Batalię tę zaczęto nazywać „bitwą złotych ostróg” od licznych ostróg rycerskich, które powstańcy zebrali z pola bitwy. Francuzi ponieśli tak ogromne straty, że król Filip postanowił przystąpić do negocjowania pokoju i wysłał w tym celu Gwidona z Dampierre. Byłemu hrabiemu nie udało się jednak dojść do porozumienia z buntownikami i w 1304 roku wojna została wszczęta na nowo. Ostatecznie zawarty traktat pokojowy podzielił Flandrię na część należącą do króla i część podległą władzy hrabiego. W 1305 roku został nim syn zmarłego rok wcześniej Gwidona, Robert III, który przez wiele lat próbował odzyskać utracone ziemie, w czym poniósł klęskę. Od tego momentu, hrabia Flandrii stał się w pełni zależny od króla Francji.
Robert zmarł w 1322 roku i władzę w hrabstwie objął jego wnuk, Ludwik I, hrabia Nevers, który pozostawał w dobrych stosunkach z królem. Jego rządy wywołały niezadowolenie ludności i już w 1323 roku wybuchło nowe powstanie. Buntownicy opanowali większość miast i pojmali nawet samego hrabiego, po czym zaatakowali francuską część Flandrii. Interwencja króla Karola IV przywróciła w hrabstwie ład. Monarcha doprowadził też do uwolnienia Ludwika. Pokój nie trwał długo i w 1326 roku rebelia wybuchła na nowo. Hrabia zbiegł na dwór królewski, gdzie starał się uzyskać pomoc. Wysłuchał go dopiero kolejny król, Filip VI, który wkroczył z wojskiem do Flandrii i pokonał buntowników w bitwie pod Cassel w 1328 roku. Ludwik odzyskał swoje hrabstwo, ale został poddany ścisłej kontroli królewskiej. Zginął w bitwie pod Crécy podczas wojny stuletniej, walcząc po stronie Francji. Tytuł hrabiego przejął w 1346 roku jego syn, Ludwik II, który odziedziczył po matce hrabstwa Burgundii i Artois. Za jego rządów nawiedziła Flandrię epidemia czarnej śmierci. Podobnie jak jego ojciec, Ludwik II musiał nieustannie walczyć z rebeliami miast flamandzkich, niejednokrotnie pozyskując pomoc z zewnątrz.
W 1369 roku książę Burgundii Filip Śmiały ożenił się z córką Ludwika II, Małgorzatą Flandryjską kładąc tym samym kres niepodległości tego hrabstwa, które należało odtąd do jego rodziny. Próba buntu skończyła się klęską powstańców. Dynastia burgundzka władała Flandrią aż do śmierci Marii Burgundzkiej w 1482, żony Maksymiliana I Habsburga. Po wygaśnięciu dynastii burgundzkiej i układzie z Arras (1482), Flandria dostała się ona w ręce syna Maksymiliana I, Filipa I z dynastii Habsburgów.

## Czasy nowożytne

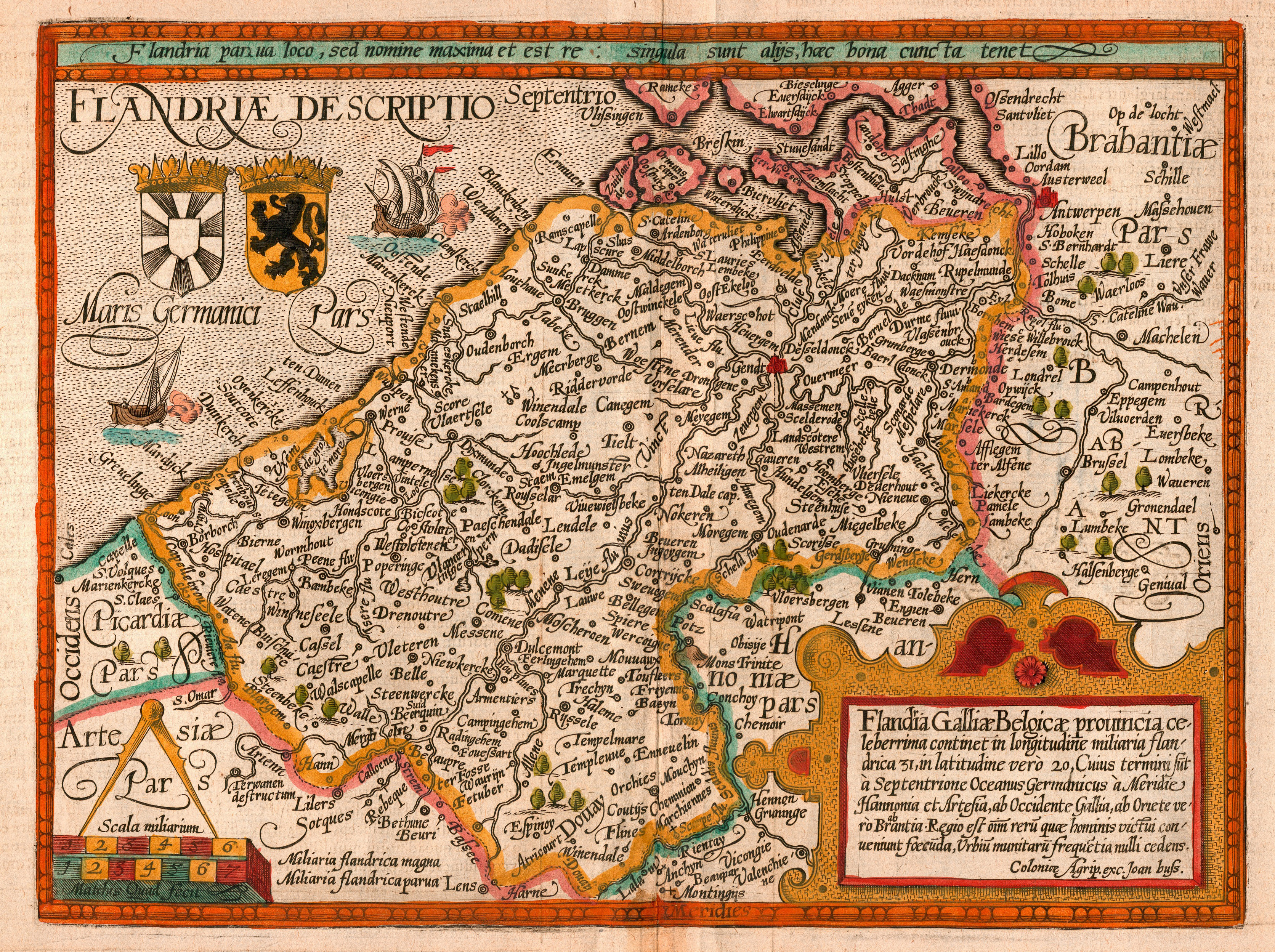
Mapa Hrabstwa Flandrii pod panowaniem królów Hiszpanii z 1609 roku

### Flandria pod panowaniem Habsburgów
Za czasów rządów cesarza Karola V, w 1506 roku Flandria oficjalnie stała się częścią Monarchii Habsburgów, jako jedna z prowincji burgundzkich. W 1549 roku, hrabstwo zostało odłączone od Francji i weszło w skład Świętego Cesarstwa Rzymskiego. Władztwo nad Flandrią przeszło pod panowanie hiszpańskiej gałęzi rodziny Habsburgów i od 1556 roku Flandria należała do królów Hiszpanii. Ta sytuacja utrzymywała się przez ponad sto lat, do roku 1678, gdy w wyniku starań króla południowa część hrabstwa Ludwika XIV powróciła do Francji jako Flandria francuska. Pozostała część Flandrii po wymarciu hiszpańskiej gałęzi Habsburgów, dostała się pod panowanie Habsburgów austriackich. W 1789 roku wybuchła rewolucja skierowana przeciwko cesarzowi Józefowi II i rok później Flandria „austriacka” stała się oddzielną prowincją, do której przyłączono także otrzymaną od Francji Flandrię francuską.

### Koniec hrabstwa
Hrabstwo Flandrii ogłosiło swoją niepodległość 4 stycznia 1790 z inicjatywy  Karola-Józefa de Graeve. Flandria oficjalnie przestała istnieć w 1795 roku, kiedy została zaanektowana przez I Republikę Francuską i podzielona na dwa departamenty – Lys (dzisiejsza Flandria Zachodnia i Escaut (dzisiejsza Flandria Wschodnia). Nawet po rewolucji francuskiej, Flandria nie odzyskała niepodległości i stan ten utrzymuje się aż do dzisiaj.